# Degerforsens dämningsområde
Degerforsens dämningsområde är ett vattenmagasin i Ångermanälven vid Degerforsens kraftverk i Sollefteå kommun i Ångermanland och ingår i Ångermanälvens huvudavrinningsområde. Sjön har en area på 4,69 kvadratkilometer och ligger 233,9 meter över havet. Sjön avvattnas av vattendraget Ångermanälven.

## Delavrinningsområde
Degerforsens dämningsområde ingår i det delavrinningsområde (707554-156113) som SMHI kallar för Utloppet av Degerforsens Dämn.Omr. Medelhöjden är 261 meter över havet och ytan är 22,99 kvadratkilometer. Räknas de 1143 avrinningsområdena uppströms in blir den ackumulerade arean 11 080,07 kvadratkilometer. Avrinningsområdets utflöde Ångermanälven mynnar i havet. Avrinningsområdet består mestadels av skog (70 procent). Avrinningsområdet har 4,73 kvadratkilometer vattenytor vilket ger det en sjöprocent på 20,6 procent.